# ストックポート・カウンティFC
ストックポート・カウンティ・フットボール・クラブ（Stockport County Football Club）はイングランド・ストックポートをホームタウンとする、 EFLリーグ2に加盟するプロサッカークラブ。1883年にヒートン・ノリス・ローヴァーズ (Heaton Norris Rovers)として創立され、1890年に「ストックポート郡」という郡の名前にちなんで現在の名前に改名した。1902年からエッジリー・パークで試合を行っている。伝統的に青と白を基調としているが、1914年までは赤と白を基調としていた。町のかつての帽子製業にちなんで、「ザ・ハッターズ」(The Hatters)という愛称で呼ばれている。

## 概要
ストックポート・カウンティは、フットボールリーグに1900年から参入し、1905年から2011年の106年間、同リーグに在籍し続けた。クラブはこの間、下のディビジョンに所属している事がほとんどであった。その中で1990年代は良い成績を収め、EFLチャンピオンシップで5シーズン戦い、リーグカップでは1996-97シーズンに準決勝まで進出した。
2000年代初頭には財政破綻に陥り、チームはリーグを降格し続け、遂にはフットボールリーグ2から降格し、2011-12シーズンをカンファレンス・ナショナルで戦うことになった。これは、クラブにとって初めてのことであった。
そしてチームは、2012-13シーズンの成績により再び降格の憂き目に遭った。しかしその後ピッチ内外の安定化を図り、チームは2018-19シーズンにナショナルリーグ・ノースで優勝して、ナショナルリーグへ再昇格を果たした。そして2021-22シーズンにチームはナショナルリーグで優勝し、11年ぶりのEFL復帰を果たした。

## 歴史

### 1883-1930
ストックポート・カウンティは、ウィクリフ会衆派教会のメンバーでもあったストックポート日曜学校の14歳から19歳までの生徒によって、「ヒートン・ノリス・ローヴァーズ」として1883年に「マクラフリンズ・カフェ(McLaughlins Cafe)」で結成された。そして、翌年の10月に歴史的な最初の試合を行った。クラブは、ストックポートがビクトリア朝期に帽子製造業の中心地であったことから、愛称として「ザ・ハターズ(The Hatters)」を採用した。この愛称はルートン・タウンと同じである。ヒートン・ノリス・ローヴァーズは1890年に「ストックポート・カウンティ」という名前を採用し、フットボールリーグセカンドディビジョン(当時2部)に参入する1900年までランカシャーリーグに在籍した。ストックポートのフットボールリーグの最初の試合では、レスター・フォッセと対戦し、2-2の引き分けであった。1901年、当時36歳であった初の黒人プロサッカー選手のアーサー・ウォートンがストックポートに加入し、引退する1902年までに数試合出場した。チームは1902年に本拠地をグリーン・レーンから、現在のエッジリー・パークへ移した。当時エッジリーパークはラグビーチームのストックポートRFCが本拠地としていたが、そのチームは数年後に解散した。

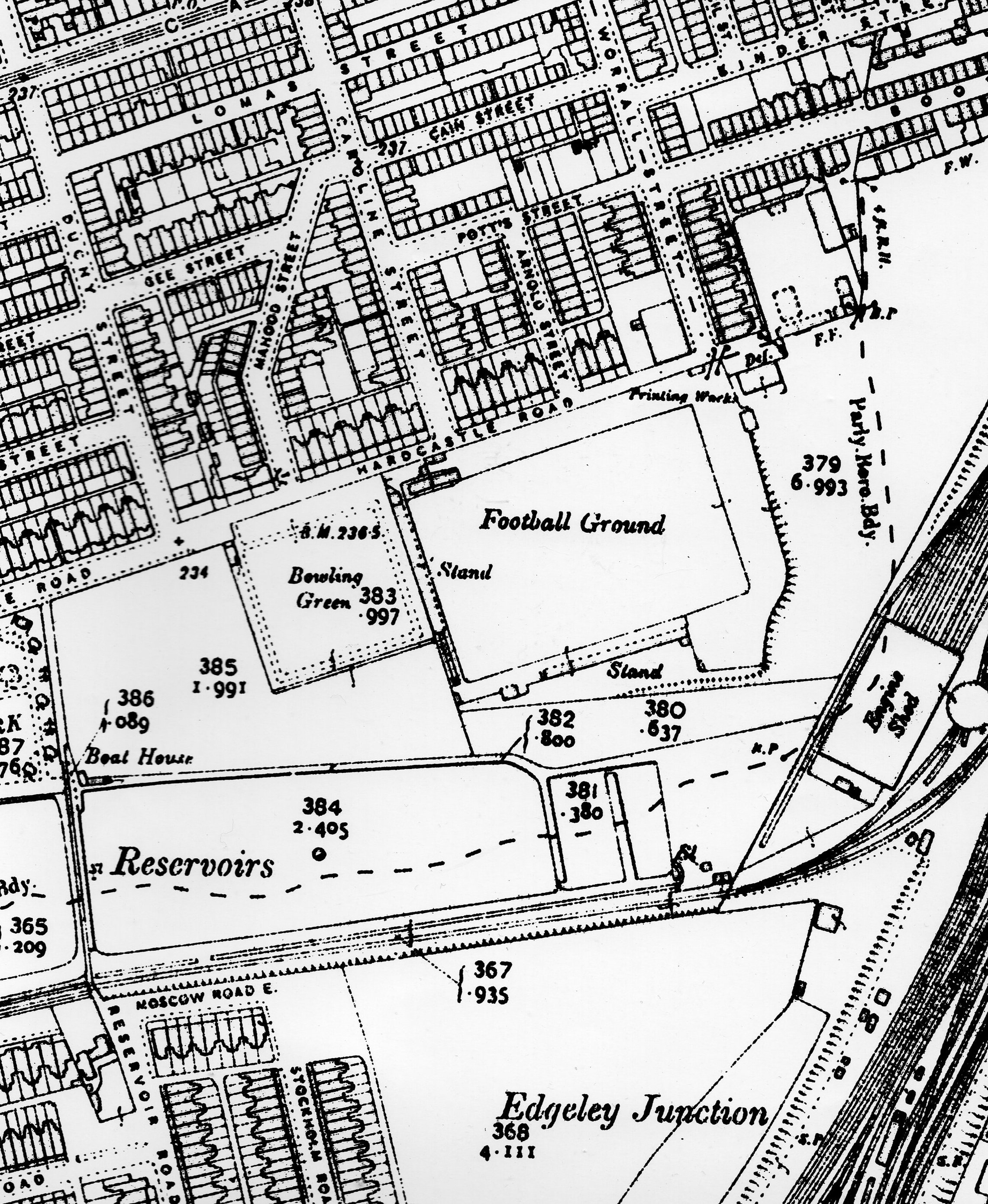
1910年のチェシャー軍の測量地図に、エッジリー・パークとその周辺が示されている。

ストックポートは、フットボールリーグに参入してからの4年間、下位3チームの中に位置し、1903-04シーズンの終わりに下部リーグへの降格が決定した。次のシーズンは「ランカシャー・コンビネーション」と「ミッドランドリーグ」に在籍し、前者のリーグでは優勝した。また、後者のリーグの成績を通じて、来季のフットボールリーグへの再参加が認められた。フットボールリーグ再参入した1905-06シーズンには初めてFAカップの1回戦に進出したが、リンカーン・シティFCに敗北した。また、リーグは全20チーム中10位という成績であった。
ストックポートは1912-13シーズンまでセカンドディビジョンで7年間在籍していたが成績が伸び悩み、再び降格の可能性が浮上したが、リーグ参入を決める選挙で22票を獲得し、残留が決まった。
チャリティーマッチでスカウトされ、1913年から1915年までストックポート・カウンティでプレーしたゴールキーパーのトーマス・エバンスは、第一次世界大戦の影響でプレー時間が短くなり、最終的には陸軍に召集された。戦争から生きて帰って来た彼は3試合に出場し、その後故郷のマン島に帰った。クラブは第一次世界大戦で亡くなった13人の元選手に敬意を表してスタジアムの外に盾を飾った。その盾は、元選手であり、RAFの退役軍人でもあるジョージ・ヘイが除幕した。
クラブは、1920-21シーズンにセカンドディビジョンで最下位となった。本来ならばフットボールリーグから降格するはずであったが、その次のシーズンから設立されることになった「フットボールリーグ・サードディビジョン・ノース」へ参入することになった。1921-22シーズンでは、ストックポート・カウンティは開幕6試合のうち5試合で勝利して、更に元旦からイースターの週末まで無敗を維持した。そして、エッジリー・パークで18500人の観客の前にダーリントンFCを破り、クラブとして初めてのフットボールリーグのタイトルを獲得した。アルバート・ウィリアムズ(当時の監督)は、優勝決定の7日後、リンカーン・シティFCとのホームゲームの前にトロフィーを授与された 。1920-21シーズンに加入したジョー・オケインはこの優勝に大きく貢献したが、シーズン終了後に退団した。
1年でセカンドディビジョンに戻ったストックポートは、その再昇格したシーズンで苦戦したが、1ポイント差で自動降格を免れた。1923-24シーズンには、マンチェスター・ユナイテッドの1つ上の13位という成績を残した。このシーズンは、クラブの歴史の中で唯一マンチェスター・ユナイテッドよりも高い順位であったシーズンであった。このシーズンのストックポート・カウンティのゴールキーパーであったハリー・ハーディは、イングランド代表に召集されて試合に出場し、ベルギーとの試合では4-0と無失点の活躍を見せた。彼は、ストックポート・カウンティに在籍していた間にイングランドA代表に召集され試合に出場した唯一の選手である。ハーディは、ストックポートに所属していた1925年にも、イングランド代表のオーストラリアツアーのメンバーに選ばれた。しかし、このツアーは「テストマッチ」という分類のため、代表記録には残っていない。
1925-26シーズンは、勝ち点25でセカンドディビジョン最下位となり、再びサードディビジョン・ノースに降格となった。1926-27シーズンはサードディビジョン・ノースで6位となったが、ジョー・スミスの登録書類がフットボールリーグに届いておらず、無登録の選手を出場させたということで勝ち点2の剥奪と100ユーロの罰金の制裁を受けた。
次の1927-28シーズンは3位となった。このシーズンでは、チームの89得点のうち38得点をジョー・スミスが決め、リーグ得点王に輝いた。ストックポートはこの後、優勝チームだけが昇格できるリーグにおいて、2シーズン連続で2位となった。その最初のシーズンである1928-29シーズンでは、チームは62もの勝ち点を獲得し、シーズン平均入場者数が初めて10000人を突破した。最後の11試合のうち9試合を勝つなどもしたが、優勝には僅か1ポイント足りなかった。その次の1929-30シーズンもまた2位となったのだが、昨季よりも良い成績であった。優勝したポート・ヴェイルFCにはクリスマスにアウェイで2-1、ボクシングデイに4-2とシーズン2勝していたが、総合成績では4ポイント差がついていた。このシーズンでは、フランク・ニュートンがチームの106得点のうち36得点を決め、リーグ得点王に輝いた。また、ニュートンは1試合5得点を1929年9月21日のネルソン戦で記録し、クラブの記録を塗り替えた。

### 1930-1950
1930年代の初めから、ストックポート・カウンティはホームで白と黒のストライプ柄のユニフォームでプレーし、「リリー・ホワイト」という愛称がついた。1934年1月6日、ホームでのハリファクス・タウン戦で、13-0というスコアで勝利した。この試合はジョー・ヒルのデビュー戦であり、彼は前半で2得点をあげ、後半6分にハットトリックを達成した。また、パーシー・ダウンスもこの試合で4得点をあげ、注目を集めた。この記録的な大勝はフットボールリーグの最多得点試合記録にも残っている。この大勝をしたシーズンである1933-34シーズンでアルフ・リトゴエは46得点をあげ、この記録は今でもクラブの最多記録である。リーグ戦は3位という成績であった。またこのシーズンでは、FAカップの2回戦でクリスタル・パレスにホームで1-2で敗北したのだが、この試合はテレビで放送されていた。
1935年、当時木製であったエッジリー・パークのメインスタンドが全焼し、1935年以前のストックポート・カウンティの記録が全て失われてしまった。これにより、スタジアムの重要なメインスタンドの再建のみならず、クラブの今までの歴史の記録を集めなければならなかった。火災の1年後にメインスタンドは再建され、当時のフットボールリーグ会長であったチャールズ・サトクリフによって正式に開場された。この時再建されたメインスタンドが、現在のメインスタンドである。1936-37シーズン、クラブはサードディビジョン・ノースで23勝を上げ、勝ち点60で優勝した。勝ち点が57で同じの中、最終節がタイトル決定戦となったリンカーン・シティ戦には27000人以上の観客が詰めかけた。この時までクラブは10試合負けなしで、そのうち7試合で勝利していた。しかし、昇格した次のシーズン、セカンドディビジョンで勝ち点を31しか得られずに22チーム中最下位となり、1年での再降格となった。
1939-40シーズンはイギリスの宣戦布告によって中止され、第二次世界大戦が終わるまで開催されることはなかった。これは、イギリスの成人男性のほとんどが軍隊に召集されたからである。ストックポートは、1939-40シーズンで2試合だけ試合をしたが、どちらも敗北し最下位であった。このリーグ中断を受けて、その代わりに地域別のリーグ戦が実施されたが、このリーグの成績は公式記録にはカウントされていない。戦争の進行によって選手の多くが戦場に行き、多くのクラブが試合実行を諦めた。その中で残ったクラブは、ゲストの選手を起用して人数を補い、試合をした。FAカップも続行が難しくなり中断された。その代わりにフットボールリーグ・ウォー・カップが開催された。
第二次世界大戦勃発後の最初の「ウォー・リーグ」では、ストックポートは29試合を戦い、「ノーザン・リージョナル・リーグ」で総合35位となった。リーグの順位は、総得点数を実施した試合数で割った平均得点数で決められ、ストックポートは、他のチームよりも多く試合をしていた。戦争が終わった後の1945-46シーズン、リーグ戦はまだ再開されなかったが、FAカップは再開された。ストックポートは、このFAカップの1回戦でロッチデールAFCと対戦し、3-2で敗れた。同じく1945-46シーズンに、ストックポートはリーグ3・ノースカップで、ドンカスター・ローヴァーズFCとの試合をホームで開催した。この試合は、試合時間が総計203分という、プロサッカー史上最長の試合として歴史に名を残すことになる。延長戦のシステムが無かったため、再試合を決着がつくまで行ったのである。結局ストックポートは、2回目の再試合で0-4で敗れた。その後、戦後初めてのリーグ戦が開催された1946-47シーズンでは、ストックポートは戦前と同じフットボールリーグ・サードディビジョン・ノースで戦い24勝、勝ち点50で4位となった。

### 1950–1999

ストックポート・カウンティの今までのリーグ推移

1950年代のクラブはほとんど好成績を収めることはなかったが、ジャック・コナーのゴール数では注目を浴びた。彼は5シーズンで140得点をあげ(この数字は今でもクラブの最高記録である)、13回もハットトリックをしたのである。この内訳は、1試合3得点が3回(クルー・アレクサンドラ戦で1回、チェスター戦で2回)、1試合4得点が2回(ワーキントン戦とカーライル・ユナイテッド戦)、1試合5得点が2回(ブラッドフォード・パーク・アベニュー戦とトランメア・ローヴァーズ戦)である。1957-58シーズンの後にフットボールリーグが今まで南北で3部リーグが2つに分かれていたのを、3部リーグと4部リーグという全国規模の2つのリーグとして再編することにし、このシーズンの結果でリーグ編成を決めることにしていたが、ストックポートはリーグ上位でフィニッシュしたため、1958-59シーズンでも3部所属となった。
新たなリーグで3部所属となったストックポート・カウンティだが、次のシーズンでチームは4部に降格することになった。1960-61シーズンから創設されたフットボールリーグカップにストックポートは参戦し、1回戦はホームでカーライル・ユナイテッドに2-0と勝利したが、2回戦ではマンチェスター・シティに0-3で敗北した。1964-65シーズン、変わらずチームは4部所属であったが、そのシーズンのFAカップでは、昨季フットボールリーグ王者のリヴァプールとアンフィールドで対戦した。試合は、ストックポートが前半でリードを奪い、勝つ可能性が十分あった内容であったが、後半に追い付かれて1-1の引き分けとなった。残念ながら、ホームでのリプレイはリヴァプール相手に素晴らしいパフォーマンスを見せて健闘したが、0-2での敗戦となった。1964-64シーズンのヨーロピアンカップ準決勝進出チームと互角の試合をしたチームであったが、リーグ戦では勝ち点を27しか得ることができず、4部で最下位となった。しかし、フットボールリーグに残留するための選挙で45票を獲得したため、更なる降格は免れた。また1964-65シーズンには、当時のストックポート・カウンティの会長であったヴィック・バーナードが以前のチームカラーであったロイヤルブルーのストライプをユニフォームに再採用した。バーナードはクラブ認知度とイメージの向上を目指して、ゼネラルマネージャーにバート・トラウトマンを招聘した。2人は金曜日の夜に試合を開催する策を採用して、収入を増やすことには成功したが、前述した通りチームの試合結果は喜べるものにはならなかった。トラウトマンの出身はドイツであり、そのつながりから、チームは1964-65シーズンの終わりにハンブルガーSVと親善試合を行った。この試合は1-3でハンブルガーSVが勝利した。翌シーズンのプレシーズンマッチでは、ストックポート・カウンティはドイツに遠征し、VfLボーフムやSCオペル・リュッセルスハイム、そしてハンブルガーSVと、5日間で3試合を戦った。その後、トラウトマンは1966年で解雇された。ドイツ遠征した年から2年後の1966-67シーズン、チームは64もの勝ち点を得て4部優勝を果たし、3部復帰に成功した。
1969-70シーズンに再び4部に降格した後、1970年代と1980年代のリーグ戦の成績が良くなることはなく、中位に留まるか、更に悪ければ残留争いに巻き込まれるばかりであった。この間の1975年にはジョージ・ベストがクラブに加入して、3試合2得点という成績を残した。また、当時のクラブ会長のドラガン・ルキッチが協力し、1983-84シーズンに創設されたアソシエイト・メンバーズ・カップ(現EFLトロフィー)にも初年度から参戦したストックポートの、この大会の初の試合の相手はクルー・アレクサンドラであり、この試合は90分、そして延長戦が終わって2-2と決着がつかず、クラブ初のPK戦へ突入した。このPK戦のスコアは0-3となり、チームはここで敗れた。1886-87シーズンから、フットボールリーグとカンファレンス・ナショナルとの間に自動昇降格制度が設けられたが、これはストックポート・カウンティにとっては良い知らせではなかった。このシーズンでは13試合で6ポイントしか獲得することができず、またFAカップでも、当時格下のカーナヴォン・タウンに敗れるなど、カンファレンス・ナショナルへの降格は現実感があり、架空の話として笑って話せることではなかった。結局、シーズン序盤に監督職を解かれたコリン・マーフィーが再び監督に就任し、31試合で勝ち点45を獲得して何とか4部残留を果たした。しかし、このシーズン終了後すぐにコリン・マーフィーはチームを去った。
前述の通り、決して良いとは言えない20年間を過ごしたストックポート・カウンティだったが、ダニー・ベルガラが1989年3月に監督に就任すると、チームは急速な変貌を遂げ、1990-91シーズンには遂に3部への自動昇格を達成した。その後の3シーズン、昇格直後からチームは昇格プレーオフに進出したが、いずれも敗退した。1993-94シーズンのプレーオフでは決勝でバーンリーと対戦して1-2で負けたが、この試合が終了した時、ストックポートの選手はピッチ上に9人しかいなかった。というのも、マイケル・ウォレスがテッド・マクミンに唾を吐いたとして退場処分を受け、またクリス・ボーモントもレッドカードを受けて退場したのである。このような形で負けたこともあり、試合終了後の観客席で騒動が起きたという。
1995年3月、ベルガラは当時の会長であったブレンダン・エルウッドと口論になり解任され、同年4月にはデイブ・ジョーンズが監督に就任した。1995-96シーズンの開幕時には、5000以上の座席が設けられたチードル・スタンドが新設された。このシーズンには目立った実績を得ることが出来なかったが、FAカップでは3回戦に進出し、昨季の優勝チームであるエバートンと対戦した。ストックポートはグディソン・パークでエバートンと2-2の引き分けに終わり、その10日後にはホームエッジリー・パークでリプレイが行われ11000人以上の観客が集まったが、2-3で敗れた。
1996-97シーズン、3部で2位となり、遂に2部への自動昇格を果たした。また、リーグ・カップでも快進撃を見せ、プレミアリーグの3チーム(ブラックバーン・ローヴァーズ、サウサンプトン、ウェストハム・ユナイテッド)を撃破して準決勝まで進出した。準決勝でミドルズブラに1-2で敗れてしまったが、このシーズンは、クラブの歴史の中で最も成功したシーズンの1つとして記録されている。1997-98シーズンの始めにデイブ・ジョーンズがサウサンプトンの監督に就任してクラブから去ってしまったが、代わりにブラックプールからガリー・メグソンを招聘した。このシーズンでは昇格後初のシーズンながら2部で8位となり、プレミアリーグへの昇格プレーオフの進出ラインとなる6位まであと2つという素晴らしい結果を残した。この順位は、クラブの歴史で最高の順位である。
しかしながら、1998-99シーズンは16位に終わった。降格こそ免れたが、最後の14試合で僅か3勝という数字を残してしまった。8位という成績を昨季達成したメグソン監督は、最終節に既に降格が決まっていたオックスフォード・ユナイテッドに0-5で敗れてしまい、この試合をもってチームを去ることになった。次の監督はクラブでの内部昇格によってすぐにアンディ・キルナーの就任が決定した。キルナーは、敵地メイン・ロードでマンチェスター・シティに2-1で勝利するなど、監督として力強いスタートを切った。ボクシングデイの第24節終了時点でチームはプレーオフ進出圏内の6位に位置していた。

### 2000-2010
1999-2000シーズン、マンチェスター・シティにも勝利して好調を続けるかと思われていたが急に失速して、19試合勝ち無しという不名誉な記録を残してしまった。これは今でもクラブ記録の数字である。結局最後の2連勝で残留を掴み取り、17位となった。2000-01シーズンも、19位となってギリギリだが残留を果たした 。その次の2001-02シーズンは、当時のチームにとって最悪のシーズンとなった。ストックポートは、シーズン開幕早々から最下位に沈み、キルナー監督はミルウォールにホームで0-4と負けたことで解任された。2001年11月には元イングランド代表のカールトン・パーマーが監督に就任したが、このシーズンの3部降格を阻止することも、その次のシーズンでチームを立て直して2部に復帰させることも出来なかった。
2003年の夏には、エルウッドがセール・シャークスのオーナーであるブライアン・ケネディにクラブを売却した。これにより、セール・シャークスもエッジリー・パークを本拠地とすることになった。「チェシャー・スポーツ」という新たな会社が設立され、ストックポート・カウンティ、セール・シャークス、そしてエッジリーパークスタンドの経営権をまとめて保有していた。2003-2004シーズン、パーマーはハートリプール・ユナイテッドとブラックプールにホームで敗れたことで、僅か1週間で解任された。パーマー監督の時にフットボール・ディレクターであったジョン・ホリンズが一時的に監督を務めた後、元北アイルランド代表監督のサミー・マキロイが新たな監督に就任した。降格の可能性がとても大きかったが、マキロイは見事チームを立て直し、最後は11戦無敗を達成して19位でシーズンを終え、残留を果たした。2004-05シーズンも続いてチームを率いたが、成績が伸びず解任され、次の監督にはクリス・ターナーが就任した。しかしそれでも成績は上がらず、最下位に沈んで降格しただけでなく、ターナーはライバルチームであるマクルズフィールド・タウンに0-6で敗れるなどしたため解任された。これで、クラブは4シーズンで2回も降格の憂き目に遭うことになった。
次のシーズンにはチームのオーナーがまた変わった。400万ポンドの損失を出したと報じられた、チェシャー・スポーツのブライアン・ケネディ会長がクラブの所有権をサポーターズ・トラストに譲ったのである。これは収支の赤字を解消して黒字に回復させ、またストックポート・カウンティを地域に根差したサッカークラブにするためであった。
次期監督には元選手のジム・ギャノンが最初は一時的な監督として指揮していたが、結局正式な監督に就任した。2005-06シーズンではギリギリの残留を果たした後、次のシーズンは8位で、昇格プレーオフ圏内の7位には得失点差で届かなかったが、チームの成績を上向かせることに成功した。またこのシーズン中の2007年3月3日には、スウィンドン・タウンを3-0で破って、無失点での9連勝を達成した。これはフットボールリーグの新記録であった。
2007-08シーズンの初め、元監督のダニー・ベルガラが亡くなった。ストックポート・カウンティは、FAカップこそ1回戦で格下のステインズ・タウンにリプレイ、そしてPK戦の末破れたが、リーグでは良い結果を継続して出した。2008年の初めにはアウェイ8連勝を達成し、リーグの記録を塗り替えて自動昇格圏も射程に入るほどであったが、結局自動昇格出来ずに4位となった。進出した昇格プレーオフでは、準決勝でウィコム・ワンダラーズを2-1で破り、決勝ではロッチデールとウェンブリー・スタジアムで対戦した。そして、この試合で3-2で勝利を収め、EFLリーグ1への昇格を決めた。

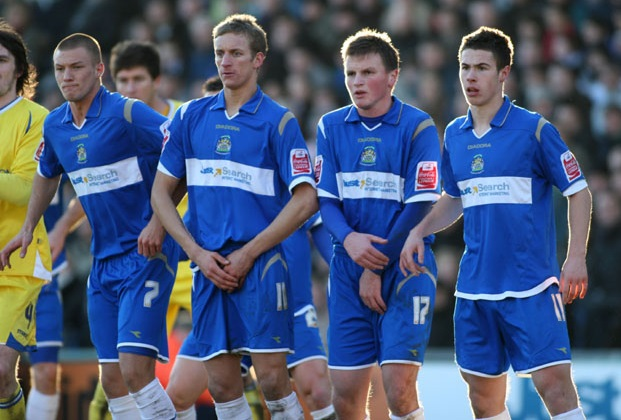
2008年12月、ストックポートの選手達。(アンソニー・ピルキントン、カール・ベイカー、スティーヴン・グリーソン、トミー・ロウの4人)

2008-09シーズンは、昇格チームということもありチームの下馬評は低かったが、プレーオフ圏内にまで近づくなど、それを覆す結果を見せた。しかしシーズン終盤に大きく失速してしまい、結局中位のフィニッシュとなった。ギャノンはブライトンの監督職をオファーされてチーム側も了承したが、ブライトンの会長とギャノンの話し合いの末、交渉は決裂し、ストックポートに留まることになった。
2009年4月30日、ストックポート・カウンティは債権者への返済問題を抱え、争った結果、裁判所が任命した管理人の下に置かれることになった。これは約30万ポンドの返済を求める債権者の嘆願書に続いて裁定された。また、歳入関税庁への25万ポンドの税金の支払いにも苦慮していた。ついに2009年12月16日にはチームの練習場が売りに出される事態になった。
2009年6月12日、ストックポート・カウンティを管理していたレナード・カーティスは、メルローズ・コンソーシアムへクラブを売却することに合意したと発表した。共同管理者の1人であるポール・リーブス氏は、「売却取引自体は合意となりましたが、これはメルローズ・コンソーシアムが地元との合意を得ることができるということが条件であり、クラブの将来を守るための前向きな1歩になります」とコメントした。元マンチェスター・シティの選手のジム・メルローズが代表を務める「スポーツを背景に持つビジネスマンのグループ」で構成されるメルローズ・コンソーシアムは、「ストックポート・カウンティ・フットボールクラブの未来を成功させるための基礎となる、セール・シャークス及びストックポート・メトロポリタン自治区評議会との実りある関係をより良く発展させていくことを楽しみにしている」とコメントした。
メルローズ・コンソーシアムの重要な任務は、「来シーズンのエッジリーパークでの試合を保証し、ストックポートの伝説的存在であるジム・ギャノンの職を確保するということ」だと説明されていた。2009年7月3日に管財人は、以前の株主と債権者との間で英国企業倒産法に基づく会社任意整理(CVA)に合意した。ギャノンは、スコティッシュ・プレミアリーグのマザーウェルFCの監督に就任したのだが、これを受けたストックポートのサポーターは、今後数週間の間に彼が若手選手をまるで密猟のようにカウンティから獲ってしまうのではないかという心配をした。ストックポートは新しい監督について当時リヴァプールリザーブスの監督をしていたガリー・アブレットにスポットを当て、新オーナー候補者との協議を経て2009年7月8日に監督に任命された 。が、この時まだメルローズ・コンソーシアムはクラブを買収しておらず、今後も買収することはなかった。2010年3月には、新たなコンソーシアムである「2015グループ」がクラブの買収に向けた独占権を与えられたことが発表された。

### 2010-2019
「2015グループ」と呼ばれる投資家によるストックポート・カウンティの買収は、2010年5月のフットボールリーグの会議で承認され、6月17日に正式に発表された。買収後、クラブはガリー・アブレット監督の解任を発表した。これはシーズンで5回しか勝てず、勝ち点25で最下位という最悪の結果を残したためである。新しい経営陣は「クラブを上から下まで再構築する」と約束したが、この新時代のスタートは悪いものとなってしまった。次期監督としては、昨年職を解かれた、クラブのレジェンドであるジム・ギャノンが再びクラブに戻ってくると広く報道されていた。しかし、結局ギャノンとクラブは契約の合意に至らず、2010年夏に、ストックポートは元カーライル・ユナイテッド監督のポール・シンプソンを新監督に任命した。しかしながら、ギャノン監督時代のアシスタントマネージャーであり、ギャノンと同じ1990年代にチームの選手だったピーター・ワードは、アシスタントマネージャーとして再びクラブに復帰した。

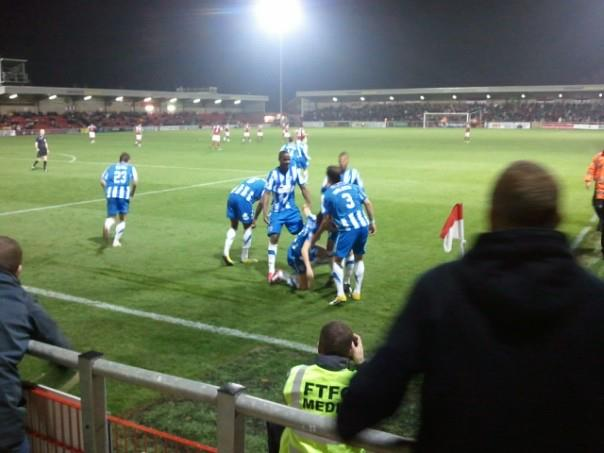
ゴールを喜ぶストックポート・カウンティの選手達(2011年)

シンプソンが監督に就任後、4部でも苦戦していた。降格圏内に位置していたためシンプソンは6ヶ月で解任されたが、後任監督が一切決まっていない中の決定であり、ピーター・ワードが暫定の監督に就任し、当時ウィガン・アスレティックの監督であったレイ・マティアスがアシスタントマネージャーに就任した。2011年3月、監督交代後12試合を終えてもチームは降格圏内に位置していたため、クラブはマティアスに暫定の監督職を与え、ワードを再びアシスタントに戻すという決定をした。
マティアス暫定監督の下でチームのパフォーマンスと結果は好転したが、残留は果たせなかった。この結果、ストックポート・カウンティはカンファレンス・ナショナルに降格し、フットボールリーグ連続在籍記録は106年で途絶えることになった。
カンファレンス・ナショナルに降格した後、マティアスは監督に正式に任命された。しかし、プレシーズンが始まる前にリヴァプールを本拠地とする実業家がクラブの買収を試みて(最終的に失敗)、それによりマティアスは解任され、元サッカードイツ代表のディートマー・ハマンが新監督に就任した。
監督経験の無かったハマンが指揮するストックポートは上手くいかず、19試合で3勝という数字を残して2011年11月に解任された。
ストックポート・カウンティが少ない勝ち点しか稼げずに降格し、翌年にもその光景を見なければならなかった時、私たちがした仕事の量を考えると信じられないぐらいほど失望した…。3年半で成し遂げたものが2年で崩れさってしまうのはとても衝撃的で、今年もそれが続くのを見るのは本当に辛いことだ…。—チームの2年連続降格を受けたジム・ギャノンのコメント
クラブは3年連続降格の危機に瀕していた。ハマンが解任される前の2011年11月のホームでのヘイズ・アンド・イェディング・ユナイテッドとの試合の後に、そのままファンミーティングが行われたのだが、この内容にハマンは快く感じなかった。サポーターが、その試合でファンとしてスタジアムを訪れていたジム・ギャノンの監督就任を求めたからである。この8日後にハマンは解任され、ジム・ギャノンが新監督に任命された。
ギャノンの復帰初戦でチームは非常に良いパフォーマンスを見せたが、当時首位タイだったフリートウッド・タウンに1-2で敗れた。チームの調子を明らかに上げたギャノンは監督就任してからまもなく、レクサムFCとダーリントンFCにそれぞれ1-0で勝って連勝を達成した。この時、最後の連勝からなんと3年以上が経っていた。2011-12シーズン、ギャノンはクラブを降格圏内から遠ざけ、最後の15試合で8勝するなどして16位でフィニッシュした。

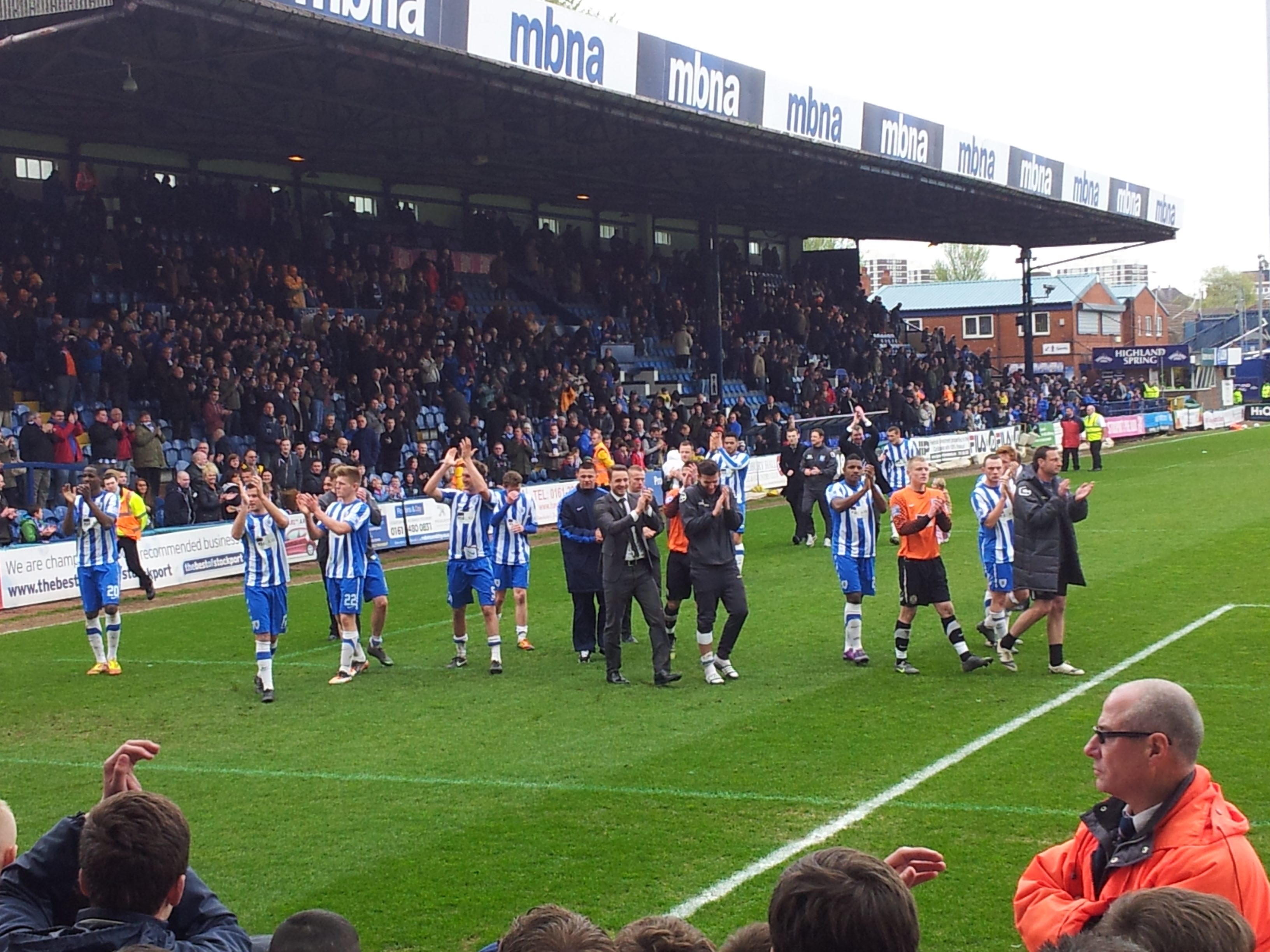
2012年4月のストックポート・カウンティの選手達

2012-13シーズンに向け、ギャノンは過去にチームを指揮していた時と同じく若手の育成に力を入れた。この方針により、若手のダニー・ホワイトヘッド、ダニー・ハタズリー、イアン・オルムソンらが定期的に試合に出場した。また、このシーズンの初めにセール・シャークスが本拠地をサルフォード・レッドデビルズの本拠地に移転したことで、ストックポート・カウンティは9年ぶりにエッジリー・パークを独り占めにすることになった。
2013年1月15日、元fcbusiness誌編集者のライアン・マクナイトがクラブの新CEOに指名され、英国サッカー界で最年少のCEOになった。指名された次の日にホームでマンスフィールド・タウンに1-3で敗れた後、ギャノンは監督職を解かれた。彼の後任にはボスニア系スイス人のダリェ・カレジッチが選ばれたが、カレジッチはイングランドのサッカー界では一度も監督を務めたことが無かった。カレジッチは2ヶ月という短い期間で解任された。次の監督にはイアン・ボーギーが任命されたが、彼もクラブを救う事は出来ず、最終節に2位のキダーミンスター・ハリアーズに敗れて降格が決定した。これで4シーズンで3回目の降格となり、次のシーズンはクラブ史上初めて6部リーグでのプレーとなってしまった。
ストックポートは、クラブの運営が厳しいとしてパートタイム制への移行を発表した。リーグ戦でもストックポートは開幕5試合で1分4敗という成績を残し、順位表の下から2番目に位置していたため、2013年8月にはボーギーが解任された。後任には、ジム・ギャノン時代とピーター・ウォード時代でアシスタントを務めたアラン・ロードが任命され、彼はこの3年の間で9人目の監督となった。マクナイトCEOは2014年4月に、同年5月始めに退任することを発表した。ロードが率いるストックポートは2013-14シーズンをリーグ中位で終え、ようやくチームは安定した。翌シーズンには彼はチームの順位を少しだけ上げたが、シーズン終了前に退任してフットボールディレクターに就任した。
2015年2月、ストックポート・カウンティの取締役会は「Moving Forward」文書と名付けられたクラブの将来の抱負についての声明を発表した。この文書では、安定性、持続性、スタジアム、成功という4つのポイントに焦点を当てていた。
2015年夏、クラブは3年目の6部在籍シーズンに突入した。ストックポートの新監督には、チェスターで6部優勝を成し遂げたニール・ヤングが就任した。しかし、昇格の可能性はほとんど無くなり、12試合で僅か1勝という数字を残した後、ヤングは2012年1月に退任した。クラブは次の監督にノースウィッチ・ヴィクトリアで成功を収めたジム・ギャノンにオファーを出し、彼は同じクラブで3度目の監督に就任した。
2015-16シーズン、ギャノンはチームのリーグ9位フィニッシュと、チェシャー・シニアカップの優勝に貢献した。次の2016-17シーズンには、ギャノンは完全にチームを立て直して昇格プレーオフ進出を視野に入れていたが、最終的には進出圏内から僅か1ポイント差の8位となり、プレーオフ進出を逃した。このシーズンの終わりには、昨季の夏に加入したチーム得点王のダニー・ロイドがストックポートの昔のライバルであり、ギャノンの前所属クラブであるピーターバラ・ユナイテッドへ移籍した。2017-18シーズンもギャノンが引き続き指揮をとることになったのだが、監督が2シーズン同じであるのは、2008年以来のことであった。リーグ戦は躍進を続け、5位となって昇格プレーオフ進出を果たした。しかしプレーオフでは、準々決勝でチョーリーとホームエッジリー・パークで対戦して6230人の観客が集まったが、0-1で敗れた。シーズン終了後、クラブ得点王であったジェイソン・オズウェルがモアカムに移籍した。
2017-18シーズンは昇格出来なかった。2018-19シーズンはスタートダッシュこそ失敗したものの、FAカップでは1回戦でEFLリーグ2のヨーヴィル・タウンを3-1で破り、2回戦へ進出した。12月初頭に行われた2回戦ではバーネットにザ・ハイヴ・スタジアムで敗れた。また、FAトロフィーでは準決勝でナショナルリーグの強豪のAFCフィルドに2-3で敗れたが、ベスト4まで進出するのは初めてであった。リーグ戦でもブラックリー・タウンに0-1で負けるまでの間で、23試合という連続無敗記録(クラブ記録タイ)を達成した。チームの好調は最後まで続き、遂に最初節でナニートン・タウンに3-0で勝利してタイトルを獲得した。リーグタイトル獲得は52年ぶりであり、ようやくチームはナショナルリーグへの復帰を果たした。2018-19シーズン終了後、クラブ得点王のマッティ・ウォーバートンが4部のノーサンプトン・タウンに移籍した。

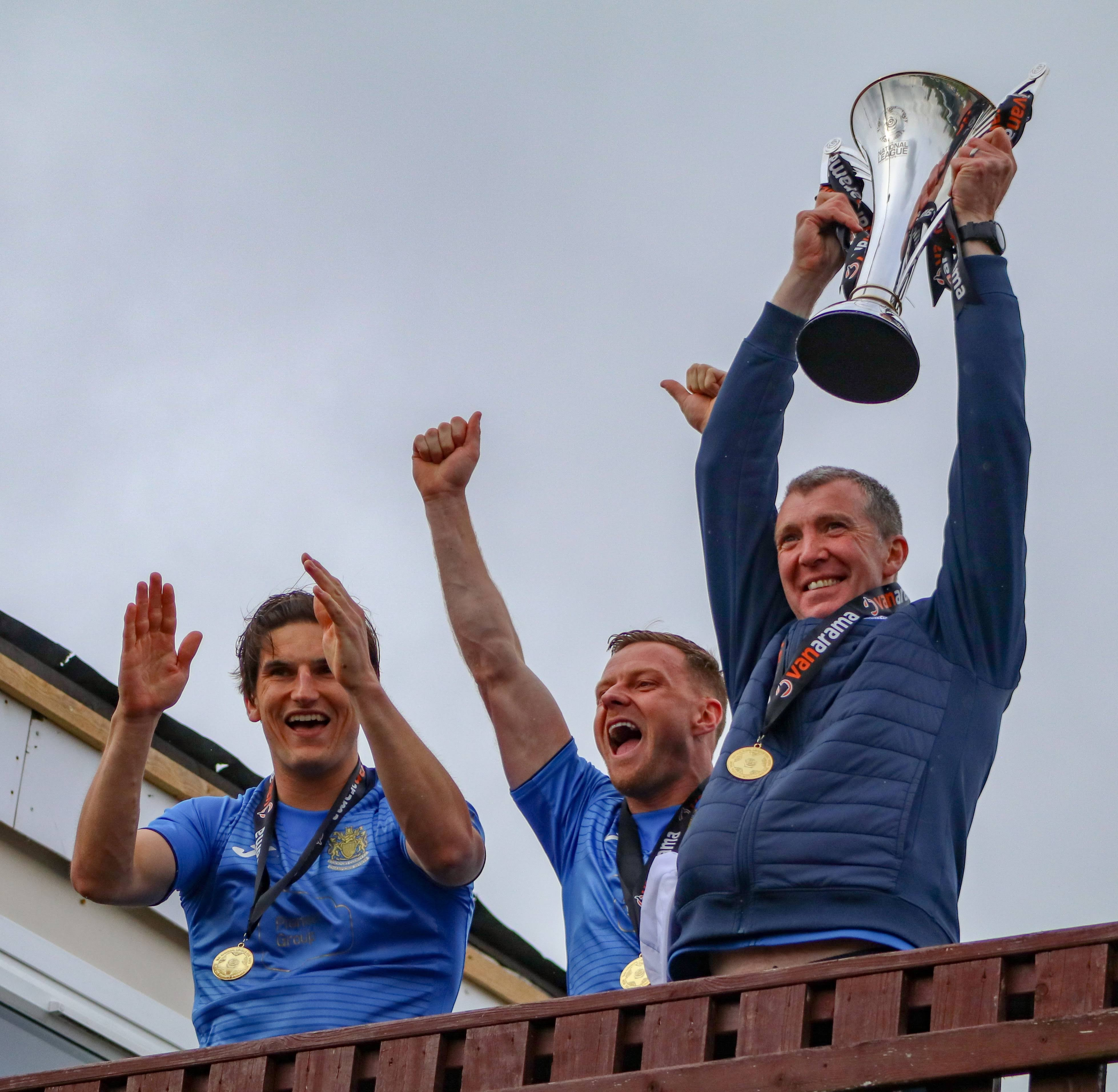
ナショナルリーグ・ノースの優勝トロフィーを掲げるジム・ギャノン監督(右)と、選手のアシュリー・パーマー(左)とポール・ターンブル(中央)

### 2019-現在
ジム・ギャノン監督の下、再び戦いの舞台をナショナルリーグへ移したストックポート・カウンティは、2020年1月に地元の実業家マーク・ストット氏が買収し、この過程で無借金経営が実現した。
2021-22シーズン、チームはナショナルリーグで優勝し、11年ぶりのEFL復帰を果たした。

## クラブ各種記録
1試合最多観客動員試合
- 27,833 vsリヴァプール, FAカップ5回戦 1950.2.11[43]

ホーム1試合最多得点勝利試合
- 13-0 vsハリファクス・タウン (EFL)  1934.1.6 (リーグの最高記録でもある)[43]

ホーム1試合最多失点敗戦試合
- 0-6 vsハダースフィールド・タウン 2010.4.24[43]

アウェイ1試合最多得点勝利試合
- 7-1 vsブラッドフォード・シティ 1965.9.18[43]

アウェイ1試合最多失点敗戦試合
- 0-9 vsエバートンリザーブス 1893.12.9[43]

チーム連勝記録
- 9連勝 2006-2007[43]

チーム連敗記録
- 11連敗 2001-2002

## タイトル

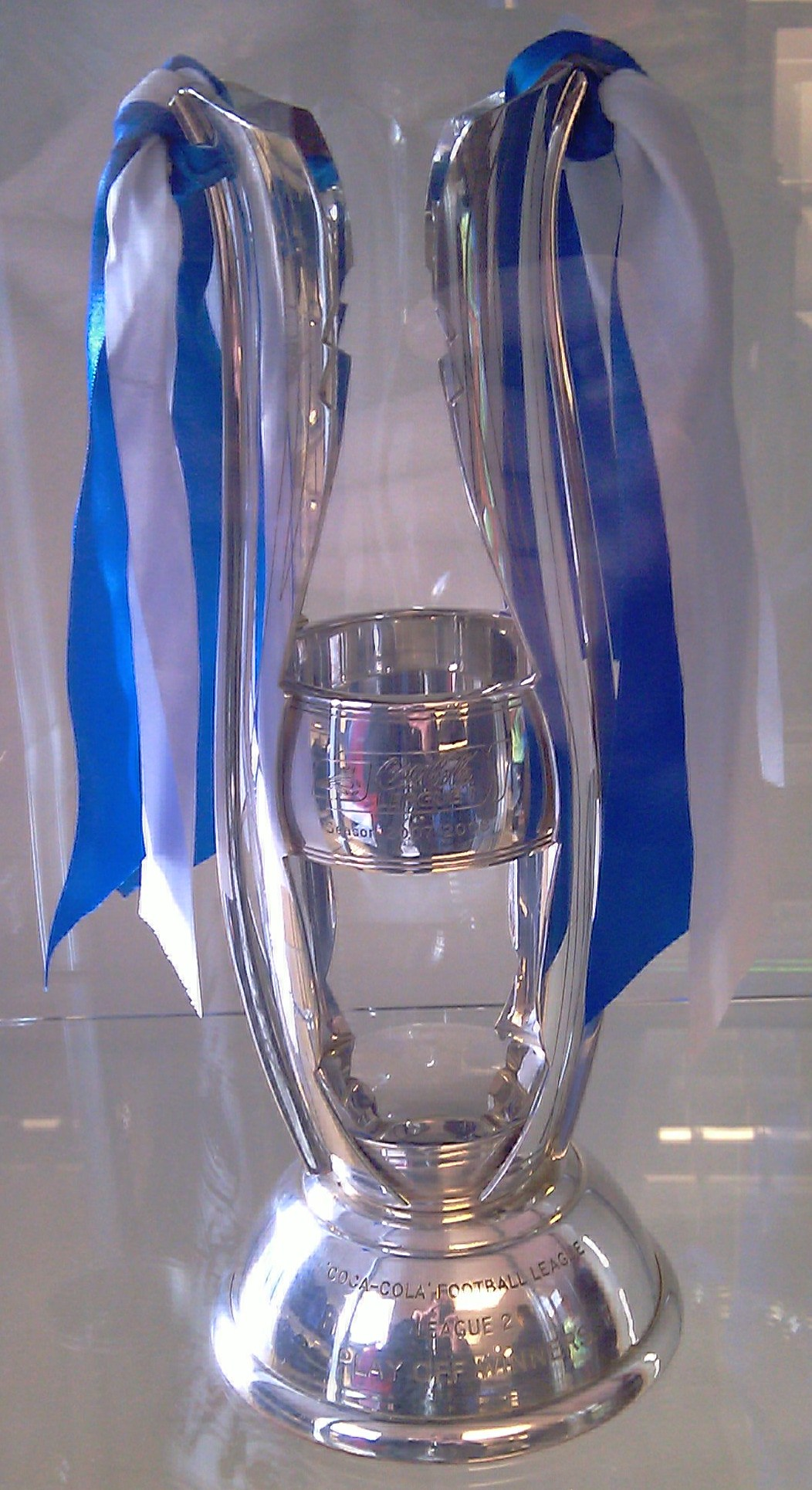
EFLリーグ2プレーオフトロフィー

### 国内タイトル
- フットボールリーグ・サードディヴィジョン・サウス : 2回　
  - 1921-22, 1936-37
- フットボールリーグ・フォースディヴィジョン : 1回　
  - 1966-67
- EFLリーグ2プレーオフ : 1回 
  - 2007-08
- ナショナルリーグ : 1回 
  - 2021-22
- ナショナルリーグ・ノース : 1回 
  - 2018-19
- サードディヴィジョン・サウス・チャレンジカップ : 1回 
  - 1936-37
- ランカシャー・リーグ : 1回 
  - 1899-1900
- ランカシャー・コンペイション : 1回 
  - 1904-05
- マンチェスター・シニアカップ : 4回 
  - 1897-98, 1898-99, 1914-15, 1922-23
- チェシャー・モデル : 5回 
  - 1922-23, 1924-25, 1928-29, 1929-30, 1930-31
- チェシャー・ボウル : 8回
  - 1933-34, 1948-49, 1952-53, 1955-56, 1956-57, 1958-59, 1960-61, 1962-63
- チェシャー・フレンドリートロフィー : 2回
  - 1965-66, 1966-67
- チェシャー・プレミアカップ : 2回
  - 1969-70, 1970-71

## 過去の成績
| シーズン | ディビジョン             | ディビジョン | ディビジョン | ディビジョン | ディビジョン | ディビジョン | ディビジョン | ディビジョン | ディビジョン | FAカップ      | EFLカップ  | その他                                            | その他                | 最多得点者 | 最多得点者 |
| シーズン | リーグ                   | 試           | 勝           | 分           | 敗           | 得           | 失           | 点           | 順位         | FAカップ      | EFLカップ  | その他                                            | その他                | 選手       | 得点数     |
| -------- | ------------------------ | ------------ | ------------ | ------------ | ------------ | ------------ | ------------ | ------------ | ------------ | ------------- | ---------- | ------------------------------------------------- | --------------------- | ---------- | ---------- |
| 1996-97  | ディビジョン2            | 46           | 15           | 5            | 3            | 59           | 41           | 82           | 2位          | 4回戦敗退     | 準決勝敗退 | フットボールリーグトロフィー                      | 準優勝 (N)            |            |            |
| 1997-98  | ディビジョン1            | 46           | 19           | 8            | 19           | 71           | 69           | 65           | 8位          | 4回戦敗退     | 2回戦敗退  |                                                   |                       |            |            |
| 1998-99  | ディビジョン1            | 46           | 12           | 17           | 17           | 49           | 60           | 53           | 16位         | 4回戦敗退     | 1回戦敗退  |                                                   |                       |            |            |
| 1999-00  | ディビジョン1            | 46           | 13           | 15           | 18           | 55           | 67           | 54           | 17位         | 3回戦敗退     | 2回戦敗退  |                                                   |                       |            |            |
| 2000-01  | ディビジョン1            | 46           | 11           | 18           | 17           | 58           | 65           | 51           | 19位         | 5回戦敗退     | 1回戦敗退  |                                                   |                       |            |            |
| 2001-02  | ディビジョン1            | 46           | 6            | 8            | 32           | 42           | 102          | 26           | 24位         | 3回戦敗退     | 2回戦敗退  |                                                   |                       |            |            |
| 2002-03  | ディビジョン2            | 46           | 15           | 10           | 21           | 65           | 70           | 55           | 14位         | 2回戦敗退     | 2回戦敗退  | フットボールリーグトロフィー                      | 2回戦敗退             |            |            |
| 2003-04  | ディビジョン2            | 46           | 11           | 19           | 16           | 62           | 70           | 52           | 19位         | 1回戦敗退     | 2回戦敗退  | フットボールリーグトロフィー                      | 準々決勝敗退 (N)      |            |            |
| 2004-05  | フットボールリーグ1      | 46           | 6            | 8            | 32           | 48           | 98           | 26           | 24位         | 2回戦敗退     | 1回戦敗退  | フットボールリーグトロフィー                      | 2回戦敗退             |            |            |
| 2005-06  | フットボールリーグ2      | 46           | 11           | 19           | 16           | 57           | 78           | 52           | 22位         | 3回戦敗退     | 1回戦敗退  | フットボールリーグトロフィー                      | 1回戦敗退             |            |            |
| 2006-07  | フットボールリーグ2      | 46           | 21           | 8            | 17           | 65           | 54           | 71           | 8位          | 3回戦敗退     | 1回戦敗退  | フットボールリーグトロフィー                      | 2回戦敗退             |            |            |
| 2007-08  | フットボールリーグ2      | 46           | 24           | 4            | 12           | 72           | 54           | 82           | 4位          | 1回戦敗退     | 2回戦敗退  | フットボールリーグトロフィーリーグ2プレーオフ2008 | 準決勝敗退 (N)優勝    |            |            |
| 2008-09  | フットボールリーグ1      | 46           | 16           | 12           | 18           | 59           | 57           | 50           | 18位         | 2回戦敗退     | 1回戦敗退  | フットボールリーグトロフィー                      | 2回戦敗退             |            |            |
| 2009-10  | フットボールリーグ1      | 46           | 5            | 10           | 31           | 35           | 95           | 25           | 24位         | 2回戦敗退     | 1回戦敗退  | フットボールリーグトロフィー                      | 2回戦敗退             |            |            |
| 2010-11  | フットボールリーグ2      | 46           | 9            | 14           | 23           | 48           | 96           | 41           | 24位         | 1回戦敗退     | 1回戦敗退  | フットボールリーグトロフィー                      | 2回戦敗退             |            |            |
| 2011-12  | カンファレンス・プレミア | 46           | 12           | 15           | 19           | 58           | 74           | 51           | 16位         | 予選4回戦敗退 |            | FAトロフィー                                      | 1回戦敗退             |            |            |
| 2012-13  | カンファレンス・プレミア | 46           | 13           | 11           | 22           | 57           | 80           | 50           | 21位         | 1回戦敗退     |            | FAトロフィー                                      | 2回戦敗退             |            |            |
| 2013-14  | カンファレンス・ノース   | 46           | 12           | 14           | 16           | 58           | 58           | 50           | 14位         | 予選3回戦敗退 |            | FAトロフィー                                      | 予選3回戦敗退         |            |            |
| 2014-15  | カンファレンス・ノース   | 46           | 16           | 9            | 17           | 56           | 59           | 57           | 11位         | 予選4回戦敗退 |            | FAトロフィー                                      | 1回戦敗退             |            |            |
| 2015-16  | ナショナルリーグ・ノース | 46           | 15           | 14           | 13           | 50           | 49           | 59           | 9位          | 予選2回戦敗退 |            | FAトロフィー                                      | 予選3回戦敗退         |            |            |
| 2016-17  | ナショナルリーグ・ノース | 46           | 19           | 16           | 7            | 59           | 41           | 73           | 8位          | 1回戦敗退     |            | FAトロフィー                                      | 2回戦敗退             |            |            |
| 2017-18  | ナショナルリーグ・ノース | 46           | 20           | 9            | 13           | 75           | 57           | 69           | 5位          | 予選3回戦敗退 |            | FAトロフィーノース・プレーオフ2018                | 4回戦敗退準々決勝敗退 |            |            |
| 2018-19  | ナショナルリーグ・ノース | 46           | 24           | 10           | 8            | 77           | 36           | 82           | 1位          | 2回戦敗退     |            | FAトロフィー                                      | 準決勝敗退            |            |            |
| 2019-20  | ナショナルリーグ         | 39           | 16           | 10           | 13           | 51           | 54           | 58           | 8位          | 予選4回戦敗退 |            | FAトロフィー                                      | 2回戦敗退             |            |            |
| 2020-21  | ナショナルリーグ         | 42           | 21           | 14           | 7            | 69           | 32           | 77           | 3位          | 3回戦敗退     |            | FAトロフィーナショナル・プレーオフ2021            | 4回戦敗退準決勝敗退   |            |            |
| 2021-22  | ナショナルリーグ         | 44           | 30           | 4            | 10           | 87           | 38           | 94           | 1位          | 2回戦敗退     |            | FAトロフィー                                      | 準決勝敗退            |            |            |
| 2022-23  | EFLリーグ2               | 46           |              |              |              |              |              |              | 位           |               | 2回戦敗退  | EFLトロフィー                                     |                       |            |            |

## 現所属メンバー
2022年1月6日 現在
注：選手の国籍表記はFIFAの定めた代表資格ルールに基づく。
| No. | Pos. |              | 選手名                        |
| --- | ---- | ------------ | ----------------------------- |
| 1   | GK   | イングランド | ベン・ヒンチリフ              |
| 2   | DF   | イングランド | サム・ミニハン                |
| 3   | DF   | イングランド | マーク・キッチング            |
| 4   | DF   | イングランド | リアム・ホーガン              |
| 5   | DF   | イングランド | アシュリー・パーマー          |
| 6   | DF   | イングランド | ベン・バークリー              |
| 7   | DF   | ウェールズ   | マコーリー・サウサン=ヘイルス |
| 8   | MF   | イングランド | ジョン・ルーニー              |
| 9   | FW   | アイルランド | パディ・マッデン              |
| 10  | MF   | イングランド | ベン・ウィットフィールド      |
| 11  | FW   | イングランド | コナー・ジェニングス          |
| 14  | MF   | イングランド | ウィル・コラー                |

| No. | Pos. |              | 選手名                       |
| --- | ---- | ------------ | ---------------------------- |
| 16  | DF   | イングランド | ジョーダン・キーン           |
| 17  | DF   | イングランド | ライアン・ライデル           |
| 18  | MF   | イングランド | ライアン・クロースデール     |
| 19  | FW   | イングランド | アレックス・リード           |
| 22  | FW   | イングランド | スコット・クイグリー         |
| 23  | MF   | イングランド | アントニ・シャルチェヴィッチ |
| 24  | DF   | イングランド | ウィル・フィッシュ           |
| 26  | GK   | イングランド | イーサン・ロス               |
| 27  | MF   | イングランド | オリー・クランクショー       |
| --  | GK   | イングランド | アレックス・ゴースト         |
| --  | DF   | イングランド | ライアン・ジョンソン         |

### ローン移籍
in
注：選手の国籍表記はFIFAの定めた代表資格ルールに基づく。
| No. | Pos. |              | 選手名                                            |
| --- | ---- | ------------ | ------------------------------------------------- |
| 24  | DF   | イングランド | ウィル・フィッシュ (マンチェスター・ユナイテッド) |

| No. | Pos. |  | 選手名 |
| --- | ---- |  | ------ |

out
注：選手の国籍表記はFIFAの定めた代表資格ルールに基づく。
| No. | Pos. |                                | 選手名                                        |
| --- | ---- | ------------------------------ | --------------------------------------------- |
| --  | MF   | セントクリストファー・ネイビス | ロイス・メイナード (ソーリハル・ムーアズ)     |
| --  | MF   | イングランド                   | エリオット・ニューバイ (ハリファクス・タウン) |

| No. | Pos. |              | 選手名                                  |
| --- | ---- | ------------ | --------------------------------------- |
| --  | MF   | イングランド | トム・ウォーカー (アルトリンチャム)     |
| --  | MF   | イングランド | イーサン・パイ (スペニームーア・タウン) |

## 歴代所属選手

### GK
- スティーヴ・ハーパー 1997
- ポール・ジョーンズ 1996-1997
- カルロ・ナッシュ 1998-2001
- リー・ジョーンズ 2000-2003
- ティム・フラワーズ 2001
- マイケル・インガム 2002
- ブラッド・ジョーンズ 2002-2003
- ボアズ・マイヒル 2003
- カール・イケメ 2005-2006
- ジョン・ラディ 2006, 2008
- ジョー・ルイス 2007
- フレイザー・フォースター 2008
- オウェイン・フォン・ウィリアムズ 2008-2011
- ディーン・ヘンダーソン 2016
- ベン・ヒンチリフ 2016-

### DF
- ギャリー・モンク 1999
- マーティン・テイラー 2000
- ダミアン・デラニー 2001-2002
- ゴードン・グリア 2003
- ロブ・ジョーンズ 2003-2004
- アシュリー・ウィリアムズ 2003-2008
- ポール・ターンブル 2005-2011, 2018-2020
- シェイ・ローガン 2008
- ヤロスワフ・フォユト 2008
- ポール・ハンティントン 2009, 2010
- マット・サドラー 2010
- トム・オルドレッド 2010-2011
- サム・ミニハン 2016-
- アシュリー・パーマー 2018-
- フェスタス・アーサー 2019-
- ジェームズ・ジェニングス 2020-2021

### MF
- スチュワート・バクスター 1976-1977
- ピーター・バーンズ 1989
- エディ・マクゴールドリック 1998
- アンディ・ウェルシュ 2001-2004
- ジェイミー・ウォード 2006
- アンソニー・ピルキントン 2006-2009
- リアム・ブリッドカット 2009-2010
- ジェームズ・ウォレス 2011

### FW
- ジョージ・ベスト 1975
- マイク・サマービー 1976-1979
- リー・ラムーン 1988-1989
- アーロン・ウィルブラハム 1997-2004
- シェフキ・クキ 2001-2002
- ギャリー・マクシェフリー 2001-2002
- リッキー・ランバート 2002-2005
- アダム・ル・フォンドル 2004-2007
- グレン・マレー 2006